# Cideville
Cideville är en kommun i departementet Seine-Maritime i regionen Normandie i norra Frankrike. Kommunen ligger i kantonen Yerville som tillhör arrondissementet Rouen. År 2022 hade Cideville 423 invånare.

## Befolkningsutveckling
Antalet invånare i kommunen Cideville
| Referens: INSEE |